# Bykovo (village)
Pour les articles homonymes, voir Bykovo.
Bykovo (Быко́во) est un village de l'oblast de Moscou contigu à la commune urbaine de Bykovo (à 1,5 km au nord-est) dans le raïon de Ramenskoïe, et dépendant du district rural de Vereïa. Sa population était de 1 721 habitants en 2010.

## Géographie
Le village se trouve dans la partie nord-est du raïon sur la rive gauche de la Pekhorka, à 11 km de Ramenskoïe, à 20 km du MKAD. Son altitude est de 124 mètres. La rivière Bykovka coule à proximité. Le village compte un réseau de sept rues, un coopérative de mécanique automobile et un quartier de datchas.
L'ancienne propriété des Vorontsov-Dachkov, le manoir de Bykovo avec son parc de 30 hectares, appartient aux limites du village.

## Histoire

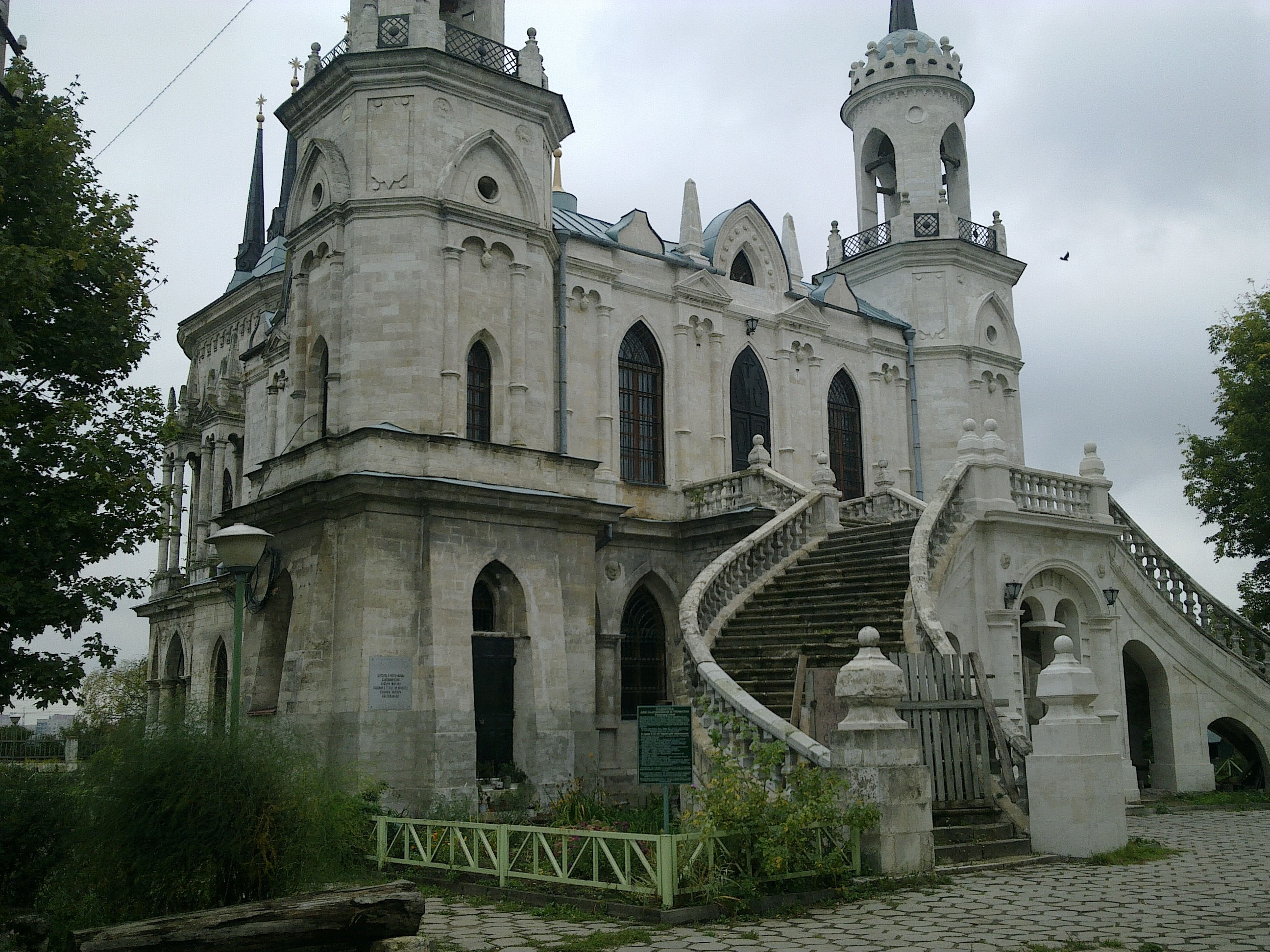
Façade de l'église ND de Vladimir.

Le village de Bykovo est mentionné au XIVe siècle dans le testament du prince Dmitri Donskoï. Il appartient à la fin du XVIIIe siècle au gouverneur-général de Moscou, Mikhaïl Izmaïlov. Après 1775, l'architecte Vassili Bajenov refait entièrement le vieux manoir (qui n'existe plus) et construit en 1789 l'église Notre-Dame-de-Vladimir, dans un style néogothique russe exceptionnel.
En 1926, le village devient le centre administratif du soviet rural de Bykovo de la volost de Bykovo dans l'ouïezd de Bronnitsy (gouvernement de Moscou). Il entre dans le raïon de Ramenskoïe de l'oblast de Moscou en 1929, puis jusqu'en 2006 dans le district rural de Bykovo du raïon de Ramenskoïe.

## Population
- 1926: 1 724 habitants
- 2002: 1 313 habitants[8]
- 2010: 1 721 habitants